# Ribose-5-phosphat
Ribose-5-phosphat ist eine natürliche Pentose, das als Intermediat und Produkt des Pentosephosphatwegs (PPP) gebildet wird. Wie bei vielen anderen Kohlenhydraten des Stoffwechsels ist von den zwei Enantiomeren nur die D-Form von Bedeutung.

## Produktion im Pentosephosphatweg
Je nach metabolischer Situation der Zelle benötigt diese unterschiedliche Stoffwechselprodukte, was sich in den ablaufenden Stoffwechselwegen niederschlägt. So wird aufgenommene D-Glucose in der Zelle phosphoryliert, um sie für den Abbau vorzubereiten; es entsteht somit D-Glucose-6-phosphat. Dieses wird nun zumeist zum Zwecke der ATP-Gewinnung glycolytisch zu Pyruvat abgebaut, Bakterien und Archaeen können Glucose-6-phosphat im Entner-Doudoroff-Weg verstoffwechseln.
Ein alternativer Stoffwechselweg ist der Pentosephosphatweg (PPP). Das Glucose-6-phosphat wird hierbei direkt oxidiert und decarboxyliert: Im oxidativen Teil des PPP wird bei der Oxidation von Glucose-6-phosphat zu 6-Phosphoglucono-δ-Lacton mittels Glucose-6-phosphat-Dehydrogenase NADPH erzeugt. Der Pyranring von 6-Phosphogluconolacton wird nun hydrolytisch gespalten, wobei 6-Phosphogluconat entsteht, welches anschließend wieder NADP+-abhängig von der 6-Phosphogluconat-Dehydrogenase zum instabilen Zwischenprodukt 3-Keto-6-phosphogluconat oxidiert. Dieses decarboxyliert spontan zu Ribulose-5-phosphat, das schließlich von der Phosphopentoseisomerase zu Ribose-5-phosphat isomerisiert wird. Im nicht-oxidativen Teil werden durch Umlagerungsreaktionen Stoffwechselintermediate des Kohlenhydratstoffwechsels gebildet.

## Bedeutung im Stoffwechsel
Ribose-5-phosphat spielt eine wichtige Rolle bei der Synthese von Nukleotiden, Coenzymen und Aminosäuren.
In der Nukleotidsynthese wird aus Ribose-5-phosphat zunächst durch die Reaktion mit ATP 5-Phosphoribosyl-1-pyrophosphat (PRPP) (und AMP) gebildet. In der Pyrimidinbiosynthese wird der bereits fertig synthetisierte Pyrimidinring an das PRPP-Molekül befestigt, während der Purinring am PRPP synthetisiert wird.
In der Aminosäure-Biosynthese wird das aus Ribose-5-phosphat synthetisierte PRPP z. B. für das Kohlenstoffgrundgerüst von Histidin benötigt.
Ribose-5-phosphat ist weiterhin Bestandteil von Coenzymen, beispielsweise von NADH und FAD.